# Interface Region Imaging Spectrograph
El Interface Region Imaging Spectrograph (IRIS) es un satélite de observación solar de la NASA. La misión fue financiada a través del programa Small Explorer para investigar las condiciones físicas del limbo solar, en particular la cromosfera del Sol. Fue puesto en órbita el 27 de junio de 2013 por medio de un cohete Pegasus-XL.

## Características
El Interface Region Imaging Spectrograph consta de un bus en el satélite y un espectrómetro construido por el Laboratorio Astrofísico y Solar de Lockheed Martin (LMSAL), además de un telescopio provisto por el Observatorio Astrofísico Smithsonian. IRIS está operado por la LMSAL y el Centro de Investigación Ames de la NASA.
El instrumento del satélite es un espectrómetro de imagen ultravioleta de alta velocidad de fotogramas, proporcionando una imagen de 0,3 por segundo en arco de resolución espacial y resolución espectral subángstrom. 
La NASA anunció el 19 de junio de 2009 que el satélite IRIS fue seleccionado entre seis pequeños candidatos para una misión de exploración para estudios posteriores, junto con la Gravity and Extreme Magnetism (SMEX) del observatorio espacial.